# Liolaemus pictus
Liolaemus pictus este o specie de șopârle din genul Liolaemus, familia Tropiduridae, descrisă de Auguste Henri André Duméril și Bibron 1837.

## Subspecii
Această specie cuprinde următoarele subspecii:
- L. p. pictus
- L. p. argentinus
- L. p. chiloeensis
- L. p. major
- L. p. talcanensis